# Radikal 122
Radikal 122 mit der Bedeutung „Fischernetz“ ist eines von 29 der 214 traditionellen Radikale der chinesischen Schrift, die mit sechs Strichen geschrieben werden.

## Beschreibung
Mit 28 Zeichenverbindungen in Mathews’ Chinese-English Dictionary gibt es relativ wenige Schriftzeichen, die unter diesem Radikal im Lexikon zu finden sind.
Das Radikal „Netz“ nimmt nur in der Langzeichen-Liste traditioneller Radikale, die aus 214 Radikalen besteht, die 122. Position ein. In modernen Kurzzeichen-Wörterbüchern kann es sich an ganz anderer Stelle finden. 
In älteren Nachschlagwerken ist dieses einem querliegenden Auge (目) gleichende Radikal unter sechs Strichen und 网/網 (= Netz) nachzuschlagen. Diese Form ist auch fast gleich mit der Siegelschrift-Form. Sie stellt ein Fadengeflecht dar. 
In zusammengesetzten Zeichen tritt 网 in der Form 罒 des horizontalen Auges (目 mù) auf, wie zum Beispiel in 罗 (= Fangnetz). Das Cihai beschreibt diese Form als 横目头 (hengmùtou = horizontales Auge). Die Variante ⺳ (U+2EB3) ist sehr selten und kommt nur in 罕 und 罙 vor. 
Als Sinnträger stellt 网 den Bedeutungszusammenhang Netz her wie in 罩 (= zudecken, ursprünglich jedoch eine Fisch- oder Vogelfalle aus Bambusgeflecht), 罪 (= Verbrechen, ursprünglich eine Bambus-Fischfalle), 罟 (= Fischernetz), 署 (= Amt). Das Zeichen 蜀 (Shu = Kurzform für die Provinz Sichuan 四川 und ein Staat der Drei Reiche) bedeutete eigentlich Mottenlarve. Die Siegelschriftform zeigt deutlich den Wurm (虫) und als Kopf eine Komponente, die dann später zum horizontalen Auge wurde. Sie hat also mit dem Netz nichts zu tun.

## Schriftzeichenverbindungen, die vom Radikal 122 regiert werden
| Striche | Zeichen                    |
| ------- | -------------------------- |
| +0      | 网⺳⺴⺵㓁罒罓             |
| +03     | 䍐䍑罔罕罖罗               |
| +04     | 䍒䍓䍔罘罙罚               |
| +05     | 䍕䍖䍗罛罜罝罞罟罠罡罢     |
| +06     | 䍘罣                       |
| +07     | 䍙䍚罤罥罦                 |
| +08     | 䍛䍜䍝䍞罧罨罩罪罫罬罭置署 |
| +09     | 䍟罯罰罱罳罴               |
| +10     | 罵罶罷罸                   |
| +11     | 䍠䍡罹罺罻罼罹             |
| +12     | 䍢罽罾罿羀羁               |
| +13     | 䍣羂                       |
| +14     | 䍤羃羄羅羆羅               |
| +16     | 䍥                         |
| +17     | 羇                         |
| +19     | 䍦羈羉                     |

 Im Unicodeblock Kangxi-Radikale ist das Radikal 122 unter der Codepointnummer 12.153 (U+2F79) codiert.